# Пухолово
Пу́холово (рос. Пухолово) — село в Кіровському районі Ленінградської області, Росія.